# VG-11
La  VG-11  es una carretera nacional espanyola que té una longitud aproximada de 5 km, serveix d'accés oest a la ciutat de Vitòria des de l'Autovia del Nord 
 A-1 . Diversos trams del seu recorregut estan desdoblegats. Anteriorment era un tram pertanyent a la

 N-1  però que ha estat canviat de nom actualment com  N-102 .

## Traçat
| Velocitat | Esquema | Número de Sortida | Sentit Vitòria    | Sentit Madrid     | Carretera que enllaça |
| --------- | ------- | ----------------- | ----------------- | ----------------- | --------------------- |
|           |         |                   |                   |                   | A-1                   |
|           |         | 344               | Zumeltzu / Ariñez | Zumeltzu / Ariñez | A-4102 A-4360         |
|           |         |                   |                   |                   |                       |
|           |         |                   |                   |                   | A-4164 A-4303         |
|           |         |                   |                   |                   |                       |
|           |         |                   |                   |                   | A-4101 A-4303         |